# Diaphus holti
Diaphus holti är en fiskart som beskrevs av Tåning, 1918. Diaphus holti ingår i släktet Diaphus och familjen prickfiskar. IUCN kategoriserar arten globalt som livskraftig. Inga underarter finns listade i Catalogue of Life.